# Haschbach am Remigiusberg
Haschbach am Remigiusberg település Németországban, Rajna-vidék-Pfalz tartományban. Lakosainak száma 674 fő (2023. december 31.).

## Népesség
A település népességének változása:
| Lakosok száma | 602  | 690  | 680  | 655  | 654  | 674  |
|               | 1975 | 2017 | 2019 | 2021 | 2022 | 2023 |